# Myiochaeta marnepi
Myiochaeta marnepi är en tvåvingeart som beskrevs av Cortes 1967. Myiochaeta marnepi ingår i släktet Myiochaeta och familjen parasitflugor. Inga underarter finns listade i Catalogue of Life.